# 合肥市公安局安康医院
合肥市公安局安康医院隶属于合肥市公安局，位于合肥市长丰县双凤工业区。该医院是一所安康医院，是对危害社会治安的精神病人依法进行强制医疗的专门机构。除了强制医疗外，该医院还开展精神疾病司法鉴定等工作。

## 简介
2002年，合肥市公安局通过申请国债立项，开始新建合肥市公安局安康医院和合肥市公安局强制戒毒所。2006年6月20日，合肥市公安局举行了安康医院新址落成典礼暨强制戒毒所正式揭牌仪式。